# Средњоамеричка вриштећа сова
Средњоамеричка вриштећа сова, позната и као гватемалска вриштећа сова или црволика вриштећа сова (лат. Megascops guatemalae), врста је сове из породице правих сова. Живи у шумама и другом густом растињу од Мексика на северу до Костарике на југу. Неки научници сматрају да врсте Megascops centralis и Megascops roraimae припадају средњоамеричкој вриштећој сови, али под именом црволика вриштећа сова. Када су одвојене, име црволика вриштећа сова (M. vermiculatus) понекад се користи за популацију у Костарики и Панами, али, на основу разлика у дозивању, пре ће бити да јединке у Панами припадају врсти M. centralis, док оне које живе у Костарики делом припадају врсти M. roraimae, а делом M. guatemalae.
Висине свега 20-23 центиметара, ова сова је мања од већине вриштећих сова. За разлику од осталих сова из рода, средњоамеричка вриштећа сова има перје и на ногама. Диморфна је, с тим да једна варијација има сивкасто-браон перје, док је друга претежно риђе боје. Реп је прилично дугачак за овако малу сову, а доњи део тела има упадљиве уздужне и мање приметне попречне пруге. Фацијални диск јој је оивичен тамним перјем и има релативно кратке ушне праменове. Очи су јој жуте, а кљун маслинасто-зелене боје.

## Подврсте
Тренутно је идентификовано 7 подврста средњоамеричке вриштеће сове:
- (1878)
- ( & , 1939)
- ( & , 1939)
- (Sharpe, 1875)
- (1887)
- (1906)
- (1937)